# Zlidol, Vrața
Zlidol (în bulgară Злидол) este un sat în partea de vest a Bulgariei, în Regiunea Vrața. Aparține administrativ de comuna Mezdra. La recensământul din 2011 avea o populație de 121 locuitori.

## Demografie
Componența etnică a satului Zlidol
     Bulgari (98,34%)
     Nicio identificare (1,65%)
     Altele (0%)
La recensământul din 2011, populația satului Zlidol era de 121 locuitori. Din punct de vedere etnic, majoritatea locuitorilor (98,34%) erau bulgari. Pentru 1,65% din locuitori nu este cunoscută apartenența etnică.